# Sinalagma
O sinalagma (em grego:  συνάλλαγμα "troca mútua") é, no direito civil, o vínculo de reciprocidade e troca em um contrato entre duas partes. 
No contrato sinalagmático, há uma relação de prestação e contraprestação, subsumida na expressão latina do ut des ("dou, para que dês"). Entre os exemplos de contratos sinalagmáticos podem-se citar compra e venda, mútuo e locação. No Digesto, Ulpiano define o sinalagma como um acordo mútuo do qual se origina uma obrigação civil, mas percebe-se que, no vocabulário jurídico latino, sinalagma tornou-se fatalmente sinônimo de contractus (contrato), o que não corresponde à figura atual, que contempla a existência de contratos unilaterais.

## Contrato bilateral
A doutrina debate se a figura do contrato sinalagmático corresponde necessariamente com a do contrato bilateral, com autores como Fábio Ulhoa Coelho buscando exemplos de contratos bilaterais não sinalagmáticos, como a doação modal, mas há parte da doutrina que afirma pela sinonímia, e é comum nos manuais encontrar as duas figuras confundidas, ou mesmo uma delas omitida. 
Caio Mário define o contrato bilateral como "aquele para cuja constituição é necessária a existência de duas declarações de vontade [...] quando as emissões volitivas se ajustam ou coincidem", ressaltando que "pode haver pluralidade de indivíduos e unidade de parte no negócio jurídico", de tal forma que duas pessoas que constituem uma fundação, por exemplo, não estão estabelecendo um contrato sinalagmático.